# Runan (Côtes-d’Armor)
Runan ist eine französische Gemeinde mit 253 Einwohnern (Stand 1. Januar 2022) in der Region Bretagne im Département Côtes-d’Armor. Die Bewohner werden Runanais und Runanaises genannt.

## Geschichte
- Ursprünglich war im Gebiet von Runan eine heidnische Kultstätte zu Ehren des Gottes Belenus.
- Das Territorium wurde schließlich dem Templerorden übertragen.
- 1312 wurde Runan vom Johanniterorden übernommen und war ab da der Komturei von Palacret angeschlossen.
- Die Mönche von Palacret errichteten im 14. und 15. Jahrhundert die heutige Kirche Notre-Dame und betrieben hier ein Hospital und Lepraheim.
- Runan wurde erst am 1. September 1986 zu einer eigenständigen Gemeinde.

## Einwohnerentwicklung
| Jahr                       | 1962 | 1968 | 1990 | 1999 | 2007 | 2016 |
| Einwohner                  | 314  | 276  | 227  | 225  | 249  | 233  |
| Quellen: Cassini und INSEE |      |      |      |      |      |      |

Nach einem starken Rückgang hat sich die Bevölkerungsanzahl seit den 1990er-Jahren wieder stabilisiert.

## Sehenswürdigkeiten
- Kirche Notre-Dame, aus dem 14. und 15. Jahrhundert mit Kreuzigungsfenster, Kirche seit 1907 als Monument historique klassifiziert, Umfriedung des Friedhofs seit 1925 eingeschrieben, Calvaire seit 1951 klassifiziert
- Runan verfügt über einen sehenswerten Umfriedeten Pfarrbezirk.